# Imeni O.S. Maselskoho (metrostation)
Imeni O.S. Maselskoho (Oekraïens: імені О.С. Масельського, ⓘ; Russisch: имени А.С. Масельского, imeni A.S. Maselskogo) is een station van de metro van Charkov. Het station maakt deel uit van de Cholodnohirsko-Zavodska-lijn en werd geopend op 11 augustus 1978. Het metrostation bevindt zich aan de rand van een industriegebied in het zuidoosten van Charkov, op plek waar de Prospekt Traktoroboedivnykiv (Traktorbouwerslaan) uitkomt op de Moskovskyj Prospekt (Moskoulaan). Station im. O.S. Maselskoho is genoemd naar Oleksandr Maselsky, voormalig gouverneur van de oblast Charkov. Tot april 2004 heette het station Indoestrialna ("Industrie"). In 2000 wilde men het station noemen naar H.I. Vasjtsjenko, maar diens naam werd uiteindelijk toegevoegd aan station Metroboedivnykiv.
Het station is ondiep gelegen en beschikt over een perronhal met ronde witmarmeren zuilen. In het dak bevinden zich drie rijen ronde openingen met een doorsnede van 4,5 meter, waarin lampen zijn opgehangen. De wanden langs de sporen zijn in een golfstructuur bekleed met wit en bruin marmer; de vloer is geplaveid met gepolijste tegels van rood en grijs graniet. Aan beide uiteinden van het perron leiden brede trappen naar de twee ondergrondse stationshallen. Boven deze trappen zijn composities van gebrandschilderd glas opgehangen. De uitgangen van het station zijn verbonden met voetgangerstunnels onder de Moskovskyj Prospekt en een parallel daaraan lopende spoorlijn.